# Иванова, Валентина Алексеевна
Валенти́на Алексе́евна Ивано́ва (род. 1 мая 1963) — российская легкоатлетка, специалистка по метанию диска. Выступала за сборную России по лёгкой атлетике в 1994—2002 годах, победительница и призёрка первенств национального значения, участница летних Олимпийских игр в Атланте. Представляла Волгоградскую область и Москву. Мастер спорта России международного класса.

## Биография
Валентина Иванова родилась 1 мая 1963 года.
В 1987 году окончила Волгоградский государственный институт физической культуры по специальности «тренер-преподаватель».
Впервые заявила о себе в лёгкой атлетике на взрослом уровне в сезоне 1994 года, когда выиграла зимний чемпионат России по длинным метаниям в Адлере и стала серебряной призёркой на летнем чемпионате России в Санкт-Петербурге, уступив здесь только титулованной Ольге Чернявской. Попав в состав российской национальной сборной, выступила на Играх доброй воли в Санкт-Петербурге, где в метании диска заняла пятое место.
В 1995 году вновь была лучшей на открытом зимнем чемпионате России по длинным метаниям в Адлере, тогда как на летнем чемпионате России в Москве получила бронзу.
В 1996 году была третьей на открытом зимнем чемпионате России по длинным метаниям в Сочи и на летнем чемпионате России в Санкт-Петербурге. По итогам чемпионата удостоилась права защищать честь страны на Олимпийских играх в Атланте — с результатом 58,38 метра не смогла преодолеть предварительный квалификационный этап. В концовке сезона за выдающиеся спортивные результаты удостоена почётного звания «Мастер спорта России международного класса».
В 1997 году выиграла бронзовые медали на открытом зимнем чемпионате России по длинным метаниям в Адлере и на летнем чемпионате России в Туле.
На чемпионате России 1998 года в Москве с результатом 62,03 метра обошла всех своих соперниц и завоевала золото. На последовавшем чемпионате Европы в Будапеште метнула диск на 59,67 метра и в финал не вышла.
В 2000 году стала бронзовой призёркой на зимнем чемпионате России по длинным метаниям в Адлере.
В 2001 году была лучшей на зимнем чемпионате России по длинным метаниям в Адлере, взяла бронзу на летнем чемпионате России в Туле. Также в этом сезоне на соревнованиях в южноафриканском Питерсбурге установила свой личный рекорд в метании диска — 65,12 метра.
В 2002 году вновь выиграла зимний чемпионат России по длинным метаниям в Адлере, добавила в послужной список бронзовую награду, полученную на летнем чемпионате России в Чебоксарах. Представляла страну на Европейском вызове по зимним метаниям в Пуле, где заняла первое место в личном зачёте и вместе со своими соотечественницами стала победительницей командного зачёта.
Впоследствии оставалась действующей спортсменкой вплоть до 2004 года, хотя в последнее время уже не показывала сколько-нибудь значимых результатов на международной арене.
После завершения спортивной карьеры работала тренером по лёгкой атлетике в Москве.